# Chierico (Dungeons & Dragons)
Nel gioco di ruolo fantasy Dungeons & Dragons, il chierico (Cleric nella versione originale in inglese) è una delle classi base descritte nel Manuale del Giocatore. Il chierico, oltre che essere un discreto combattente, ha fede in una divinità (il "patrono") o in una causa ritenuta importante (come il "bene" o il "male"). Il perseguire strenuamente questa fede gli garantisce la capacità di scacciare, o controllare, a seconda dell'allineamento, creature non morte, deboli diavoli o demoni e di manipolare la magia divina, ovvero la magia che viene concessa "dall'alto" – o "dal basso".

## Archetipo
Quelle illustrate di seguito sono le tipiche connotazioni dell'archetipo di chierico come descritto nei manuali base di D&D, in cui l'ambientazione di riferimento è Greyhawk. La creazione di differenti ambientazioni e la fantasia di giocatori e dungeon master hanno, nel tempo, evoluto questo modello facilmente accomunabile al "classico" chierico fantasy (come, ad esempio, l'arcivescovo Turpino o i componenti dell'ordine religioso dei Templari), creando figure anche molto lontane dall'archetipo.
Il chierico ha il dovere di rispettare il dogma della divinità adorata. Il rispetto del proprio credo deve essere il solo scopo della sua vita; se dovesse venir meno, come "punizione divina" il chierico perderebbe tutti i suoi privilegi. Questo non significa che il chierico non possa perseguire scopi personali; è sufficiente che essi non siano contrari al volere del patrono.
I chierici sono usualmente vestiti con i colori della chiesa di appartenenza, sfoggiando simboli su abiti, corazze ed armi. Sono caratterizzati dall'avere sempre con loro un simbolo sacro, ovvero un oggetto in cui forma e tipo dipendono dalla chiesa di appartenenza del chierico. Il simbolo sacro è indispensabile per "catalizzare" il potere divino del patrono e poter così lanciare incantesimi e utilizzare capacità speciali. Per esempio, se il simbolo della divinità è una falce di luna, il simbolo sacro del chierico potrebbe essere un medaglione d'argento della stessa forma da portare al collo.
Il punto di forza del chierico è l'abilità in combattimento unita alla possibilità di lanciare incantesimi. Il suo modo di vivere è fortemente influenzato dalla divinità patrona, poiché essa determina il suo allineamento e la sua etica.
Per poter diventare chierico, il personaggio deve appartenere alla chiesa della divinità o a un ordine ad essa affiliato. Per questo dovrebbe decidere di passare parte della sua vita in un tempio o in un luogo di culto, dove, grazie ai rigidi insegnamenti di chierici di alto livello o di fedeli con un grado più alto nella gerarchia ecclesiastica, può imparare le preghiere da recitare e i riti da svolgere per compiacere la divinità adorata, ma anche l'utile arte del combattimento. Una volta acquisite le conoscenze necessarie, potrà viaggiare per il mondo con lo scopo di soddisfare il volere della propria divinità.
Il chierico non è l'unico "soldato devoto" a cui sono garantiti poteri divini; molti elementi sono in comune con il Paladino, un altro guerriero divino. Le differenze però, sono sostanziali: il Chierico può essere visto come un "prete-guerriero benedetto", mentre il paladino come un "cavaliere sacro" le cui abilità in combattimento sono decisamente superiori; per contro, il paladino ha un minor numero ed una minore varietà di incantesimi su cui fare affidamento. Da tener presente poi che un paladino, per essere tale, deve servire esclusivamente divinità buone.

## Evoluzione nella storia di D&D

### Original D&D
La classe è presente già nella prima edizione del gioco. I chierici vengono definiti come "via di mezzo" tra guerrieri e maghi, poiché sono abili combattenti in grado di lanciare incantesimi. Ma le differenze con queste due classi sono notevoli; il chierico infatti, al contrario del guerriero, non può utilizzare armi taglienti (come una spada) o appuntite (come una lancia o i dardi di una balestra), cosa che limita notevolmente la scelta dell'equipaggiamento. La regola, introdotta inizialmente senza motivo e poi giustificata in successive edizioni del gioco con la motivazione che il chierico è riluttante nel versare il sangue delle sue vittime, probabilmente si ispira ad un credo della Chiesa cattolica, le cui punizioni non prevedevano lo spargimento di sangue; ad esempio, esisteva un dictum cattolico per i preti che partecipavano alla crociate, o ancora le streghe venivano arse vive per purificarne l'anima o – se confessavano i loro peccati – strangolate. Rispetto ad un mago, il chierico utilizza incantesimi differenti (manipola la magia divina anziché quella arcana, ed ha quindi una propria lista di incantesimi), che sono generalmente di guarigione o di protezione, molto più utili per difendersi o curare le ferite anziché attaccare per procurare danni ai nemici. L'allineamento, in questa edizione del gioco, è legato alla razza anziché alla classe, ma vi è l'obbligo per un chierico Neutrale, raggiunto l'8º livello – il cap level in questa edizione, a cui si ottiene il titolo di Patriarca – di scegliere se essere Legale (ovvero "buono") o Caotico (ovvero "malvagio"). Questa particolare regola che impone un cambio di allineamento non è mai stata ripresa in successive edizioni. Solo gli umani possono accedere a questa classe, anche se, con il supplemento Greyhawk, mezzelfi con almeno 13 nel punteggio di Saggezza possono essere chierici; da notare che i mezzelfi chierici non possono essere di allineamento Caotico (poiché è parzialmente presente in loro il "sangue elfico", e gli elfi non sono mai Caotici). Inoltre, possono esistere PNG Chierici/Guerrieri di razza nanica o Chierici/Guerrieri/Maghi di razza elfica; tutti i semiumani però hanno una limitazione nel livello massimo raggiungibile. Con il supplemento Eldritch Wizardry un chierico può possedere dei poteri psionici, a scapito però della possibilità di memorizzare incantesimi e della capacità speciale di scacciare i non morti. In base al livello di esperienza, al chierico vengono assegnati dei titoli:
| Livello | Titolo         |
| ------- | -------------- |
| 1       | Acolyte        |
| 2       | Adept          |
| 3       | Village Priest |
| 4       | Vicar          |
| 5       | Curate         |
| 6       | Bishop         |
| 7       | Lama           |
| 8       | Patriarch      |

### AD&D Prima Edizione
In Advanced Dungeons & Dragons è previsto che un personaggio debba soddisfare dei requisiti minimi nelle caratteristiche affinché possa accedere ad una determinata classe. Per il chierico, il personaggio deve avere almeno 9 come punteggio di Saggezza (13 se mezzelfo multiclasse). Inoltre, solo umani, mezzelfi e mezzorchi possono essere chierici, anche se possono esistere chierici come Personaggi non Giocanti di tutte le razze tranne gli halfling; rispetto agli umani, i semiumani hanno pesanti limitazioni nel livello massimo raggiungibile. A partire da questa edizione del gioco, l'allineamento dipenderà dalla classe e non dalla razza: il chierico può essere di qualsiasi allineamento tranne Puro Neutrale, ma esso deve necessariamente coincidere con quello della divinità patrona. Il chierico è sempre costretto ad evitare di utilizzare armi che provochino il versamento di sangue della vittima, ma per la prima volta viene introdotta la capacità speciale che consente al chierico di tentare di scacciare (se si tratta di un chierico buono) o comandare (se si tratta di un chierico malvagio) non morti, demoni e diavoli minori. I semiumani possono essere multiclasse; quando un chierico è multiclasse, può utilizzare anche armi da taglio o a punta. Le combinazioni multiclasse che riguardano il chierico fra cui il giocatore può scegliere sono:
- Mezzelfo
  - Chierico/Guerriero
  - Chierico/Mago
  - Chierico/Guerriero/Mago
  - Chierico/Ranger
- Mezzorco
  - Chierico/Guerriero
  - Chierico/Ladro
  - Chierico/Assassino

Personaggi di allineamento Neutrale puro con un punteggio minimo di 12 in Saggezza e 15 in Carisma possono accedere ad una sottoclasse del Chierico, il druido, un chierico (in questo caso il termine "chierico" non è da intendere come "appartenente ad una chiesa" ma come "utilizzatore di magia divina"; questa è probabilmente una delle ragioni per cui in AD&D Seconda Edizione il Druido è diventato una classe base) il cui scopo è il mantenimento di un equilibrio della natura, intesa come ambiente circostante, che diventerà la sua sorgente divina. I titoli assegnati al chierico in base al livello di esperienza hanno subito delle modifiche. Da notare che due titoli forse troppo legati alla chiesa cattolica – "Vicar" (vicario) e "Bishop" (vescovo) – sono stati sostituiti, anche se poi sono stati ripristinati da Mentzer nella quarta revisione di D&D (vedi più sotto):
| Livello | Titolo                   |
| ------- | ------------------------ |
| 1       | Acolyte                  |
| 2       | Adept                    |
| 3       | Priest                   |
| 4       | Curate                   |
| 5       | Curate                   |
| 6       | Canon                    |
| 7       | Lama                     |
| 8       | Patriarch                |
| 9       | High Priest              |
| 10      | High Priest (10th level) |

### D&D Base

#### Quarta revisione
In questa versione del gioco il chierico è una delle classi base umane, cioè indissolubilmente legate alla razza umana, poiché le altre razze "standard" come, ad esempio, l'Elfo, sono classi base semiumane. Una eccezione ufficiale è la classe del Nano Chierico, descritta nell'Atlante numero 6 I nani di Casa di Roccia, un manuale per l'ambientazione Mystara. Le classi umane, al contrario di quelle semiumane, non hanno requisiti minimi nei valori delle caratteristiche che il personaggio deve soddisfare per accedere alla classe. Da notare che, a differenza di tutte le altre edizioni del gioco, un Chierico non può lanciare incantesimi finché non raggiunge il 2º livello; questa scelta potrebbe essere interpretata come la necessità di effettuare un periodo di prova affinché il chierico dimostri alla propria divinità patrona che è degno di ricevere il potere divino. Inoltre, gli allineamenti, essendo solo tre in questa edizione, non consentono di determinare con certezza se un Chierico sia buono o malvagio. Di conseguenza, è presente solo la possibilità di scacciare i non morti come arma di difesa, ma non di comandarli. Ad ogni livello di esperienza è associato un titolo; questa revisione del gioco è stata la prima ad essere tradotta in italiano:
| Livello | Titolo                                          |
| ------- | ----------------------------------------------- |
| 1       | Accolito (Acolyte)                              |
| 2       | Adepto (Adept)                                  |
| 3       | Sacerdote (Priest)                              |
| 4       | Vicario (Vicar)                                 |
| 5       | Curato (Curate)                                 |
| 6       | Dignitario (Elder)                              |
| 7       | Vescovo (Bishop)                                |
| 8       | Anziano (Lama)                                  |
| 9       | Patriarca (Patriarch)                           |
| 10      | Patriarca di 10º livello (10th Level Patriarch) |

### AD&D Seconda Edizione
In questa edizione, le classi base vengono suddivise in gruppi a seconda di caratteristiche in comune come Dado Vita, tabella dei punti esperienza e dei tiri salvezza, progressione del numero di incantesimi in base al livello; il chierico è inserito fra i "sacerdoti" – insieme al druido, che ora è considerato un chierico "specialista" (vedi più sotto) e quindi una classe base opzionale utilizzabile a discrezione del dungeon master – ovvero coloro che hanno in comune la capacità di manipolare la magia divina unita ad una discreta abilità nel combattimento e alla garanzia di alcuni poteri divini. A differenza di AD&D Prima Edizione, qualunque razza può accedere alla classe del Chierico, purché abbia un punteggio di Saggezza non inferiore a 9. I chierici specialisti però, così come i maghi specialisti, possono avere dei requisiti minimi nelle caratteristiche del personaggio più severi rispetto ad un chierico generico. A partire da questa edizione del gioco, vengono introdotte delle regole che differenziano i chierici cosiddetti generici (cioè quelli che, fondamentalmente, seguono il proprio allineamento) e i chierici di una specifica divinità. Gli incantesimi dei chierici, infatti, vengono suddivisi in sfere di influenza, ovvero raggruppamenti di incantesimi in base ad un tema comune. I chierici generici hanno a disposizione gli incantesimi di quasi tutte le sfere, mentre gli altri chierici, a seconda della divinità prescelta, possono selezionare i propri incantesimi solo da alcune, specifiche, sfere di influenza. Ad esempio, un dio della guerra potrebbe avere nel suo portfolio – ovvero le aree di influenza, che dipendono dall'allineamento e dal potere della divinità – la Sfera del Combattimento fra le sue sfere di influenza; solo in questo caso il Chierico di quel dio potrà selezionare un incantesimo come Martello spirituale, poiché quest'ultimo appartiene a quella sfera. Da notare che in questa edizione di D&D il chierico è in grado di scacciare o controllare non morti ma non diavoli o demoni, poiché questo tipo di creature sono state eliminate dal gioco probabilmente per evitare problemi di censura nella commercializzazione. A partire da questa edizione, i chierici di una specifica divinità possono scegliere anche armi che prevedano uno spargimento di sangue; questo dipende dalla divinità adorata (ad esempio, la dea della caccia potrebbe consentire al proprio fedele di usare un arco). Inoltre, possono venire concesse anche altre capacità speciali oltre allo scacciare i non morti. Mentre le combinazioni multiclasse riguardanti il chierico della razza mezzelfica sono rimaste invariate e quelle del mezzorco eliminate (poiché non è presente come razza), sono state aggiunte quelle di altre razze:
- Nano
  - Guerriero/Chierico
- Gnomo
  - Guerriero/Chierico
  - Chierico/Illusionista
  - Chierico/Ladro

Non è presente una precisa tabella che assegna un titolo ad ogni livello di esperienza, ma vengono suggeriti alcuni titoli che il chierico potrebbe ottenere, fra i quali Abate, Ayatollah, Bonzo, Fratello, Occhio della Legge, Frate, Guru, Hajji, Imam, Mendicante, mullā, Vostra Grazia, Patriarca, Prelato, Priore, Qadi, Rettore, Vicario, Yogi.

### D&D Terza Edizione (3.0)
Il cambiamento più rilevante è quello che riguarda la rimozione del divieto dell'uso di armi da taglio e appuntite anche per i chierici generici; in AD&D Seconda Edizione invece ciò era consentito solo a chierici fedeli ad una divinità che fosse strettamente legata a quel tipo di armi. Anche la scelta dell'allineamento per i chierici di una divinità specifica subisce un leggero cambiamento: deve essere uguale a quello della divinità adorata o rispettare la "regola del passo", la quale prevede che l'allineamento del chierico debba essere ad un passo di distanza da quello della divinità patrona rispetto ai due assi Buono-Neutrale-Malvagio e Legale-Neutrale-Caotico. Ad esempio, se la divinità ha allineamento Caotico Malvagio, il chierico potrà essere Caotico Malvagio, Neutrale Malvagio o Caotico Neutrale. Il chierico può avere allineamento Neutrale solo se lo è la divinità stessa. Le sfere di influenza vengono ora chiamate domini (Dominio della Morte, Dominio della Protezione ecc.), ma il concetto che rappresentano è fondamentalmente rimasto lo stesso. Al primo livello, il chierico sceglie due fra i domini della propria divinità patrona (mentre nell'edizione precedente poteva accedere a tutte le sfere di influenza di quella divinità), ma non ha accesso solo a quelli (mentre prima sì); per ogni livello di incantesimo che può lanciare riceve un incantesimo giornaliero in più, ma è obbligato a prepararne uno appartenente ai domini scelti. Ad ogni dominio è associato un "potere concesso" dalla divinità, che può essere molto vario. Per esempio, se un chierico sceglie il dominio della Guerra guadagna il talento Competenza nelle armi da guerra per poter brandire un'arma – la favorita della divinità – senza subire penalità che altrimenti subirebbe per mancanza di competenza; oppure, scegliendo il dominio del Fuoco, il chierico può scacciare o controllare le creature legate all'acqua come un chierico scaccia o controlla i non morti. Il chierico rimane una classe vicina a quella del Guerriero: infatti, la competenza nelle armature e negli scudi è uguale – tutti i tipi di armature e di scudi – ma può brandire solamente le armi classificate come semplici. Viene introdotto il "lancio spontaneo": il chierico può, se lo desidera, utilizzare il potere della divinità patrona per lanciare un incantesimo non preparato al posto di uno preparato in precedenza (non di dominio); il lancio spontaneo deve riguardare incantesimi di cura per i chierici buoni e di infliggere per quelli malvagi. Per esempio, un chierico Caotico Buono può convertire l'incantesimo Protezione dal male, un incantesimo protettivo di primo livello, in Cura ferite leggere, anch'esso un incantesimo di primo livello ma di cura. Oltre ai linguaggi razziali, un personaggio di classe chierico può scegliere fra alcuni linguaggi bonus: Abissale, Celestiale e Infernale, lingue parlate da creature di piani di esistenza immondi e celestiali.

#### D&D 3.5
Viene definito nella descrizione della classe il concetto di aura, una sorta di energia positiva (se il chierico è Buono), negativa (se il chierico è Malvagio) o di altro tipo (se il chierico è Caotico o Legale) necessaria per la determinazione degli effetti di incantesimi simili a Identificazione del male.

## Ambientazioni

### Dark Sun
Dark Sun non prevede la presenza di divinità, anche se esistono i re-stregoni, figure che, per potenza, vi si avvicinano – sono infatti le fonti di potere dei Templari, classe di PNG simile ai paladini. Ai chierici di Athas viene garantita la possibilità di lanciare incantesimi divini dall'energia dai quattro elementi (Terra, Aria, Fuoco, Acqua) in particolare direttamente dai piani elementali. Con questa impostazione, a differenza delle ambientazioni in cui sono presenti divinità di uno specifico allineamento, la magia divina non è benevola o malevola, ma è solamente il chierico che decide come impiegarla, non avendo alcun essere superiore da soddisfare. Ogni chierico elementale, solitamente figure solitarie che errano cercando di soddisfare i bisogni della gente, è fedele ad un elemento; gli incantesimi dei chierici sono suddivisi in sole quattro sfere, ed un chierico ha accesso esclusivamente alla sfera del proprio elemento patrono. Dal punto di vista regolistico, un chierico di Dark Sun deve avere, come requisito minimo, almeno 11 in Saggezza. A seconda dell'elemento cui è fedele, il chierico è spinto ad usare una certa tipologia di materiale per le sue armi, anche se non c'è nessuna restrizione obbligatoria.

### Forgotten Realms
Nei Faerûn, i chierici, coloro che sono dotati del Potere, sono figure estremamente importanti, dato che le numerose divinità dei pantheon esistenti prendono parte attivamente alla vita degli abitanti: il loro potere infatti dipende dal numero di fedeli. I chierici hanno quindi il compito di far sì che questo numero non diminuisca, ma anzi cresca, affinché aumenti di conseguenza il potere del patrono – e di conseguenza il loro. La religione assume un ruolo di primaria importanza: i templi dedicati alle divinità sono molto diffusi (raramente si ha una religione di Stato) ed attorno a essi si sviluppa una tale attività da poter essere paragonata per grandezza ed importanza a quella di una città. Non è raro che chierici potenti assumano posizioni influenti. Questo aspetto viene riflesso nelle regole del gioco: un chierico di Forgotten Realms è obbligato a scegliere una divinità patrona. Fra i personaggi degni di nota si ricordano Fzoul Chembryl, malvagio chierico ed Eletto di Bane, e Cadderly Bonaduce, chierico ed Eletto di Deneir.

### Greyhawk
Per motivi storici, Greyhawk è, in una sua versione semplificata, l'ambientazione ufficiale di D&D e quindi utilizzata nei manuali base e nei supplementi generici, ovvero non di una specifica ambientazione. Per questo, descrivendo una classe di D&D, è possibile delineare un archetipo i cui tratti caratteristici sono quelli dell'ambientazione Greyhawk (vedi sezione Archetipo).

### Planescape
In Planescape, ambientazione per AD&D2ed che tratta principalmente dei piani di esistenza di una cosmologia comune a tutte le altre ambientazioni, anche i personaggi di razza planare possono essere chierici; per alcuni di essi, il fatto di essere così vicini alle divinità che servono li può rendere particolarmente potenti. I chierici appartenenti a Piani Esterni di allineamento opposto tendono a generare conflitti e a darsi battaglia.

### Ravenloft
I chierici sono molti preziosi per la loro capacità di scacciare i non morti e sono particolarmente temuti dalle forze oscure. In Ravenloft però è più difficile usare questa capacità speciale, perché i valori da superare con il tiro di dado sono maggiori del normale.